# Deficitarno financiranje
Deficitarno financiranje (engl. deficit spending) je gospodarska politika kada država zaduženjem generira povećanu potražnju u gospodarstvu kroz javne investicije. Svrha je uglavno poticavanje razvoja gospodarstva tijekom recesije. 
Financira se prodajom vrijednosnih papira za čije se otplaćivanje kroz određen broj godina plaćaju kamate.
Kupoprodaja vrijednosnih papira se odvija na tržištu kapitala.
Nastale dugove bi trebalo pod idealnim uvjetima podmiriti u fazi gospodarskog rasta kada državni proračun bude uravnotežen ili kad se ubere višak (anticiklično ponašanje). 
Sličan efekt se na strani poreznih prihoda države može se postići uz smanjenje poreza.
Ovaj koncepcija se temelji se na neokeynezijanističkom tumačenju Abba P. Lernera. Kada je John Maynard Keynes sudjelovao kao predstavnik britanske riznice 1944. na konferenciji u Bretton Woodsu u SAD-u žestoko se je usprotivio Lernerovoj ideji o oživljavanju gospodarstva putem javnog duga.